# Хиутепек (Хиутепек, Морелос)
Хиутепек (шп. Jiutepec) насеље је у Мексику у савезној држави Морелос у општини Хиутепек. Насеље се налази на надморској висини од 1355 м.

## Становништво
Према подацима из 2010. године у насељу је живело 162427 становника.

### Хронологија
| Година       | 2000                   | 2005                   | 2010                   |
| ------------ | ---------------------- | ---------------------- | ---------------------- |
| Становништво | 142459 (68453 / 74006) | 153704 (73788 / 79916) | 162427 (78012 / 84415) |

### Попис
| \| \| м \| \| \| ж \| \| 0—2 \| 4.088 \| \| \| 3.848 \| \| 3—5 \| 4.426 \| \| \| 4.110 \| \| 6—11 \| 8.977 \| \| \| 8.658 \| \| 12—14 \| 4.411 \| \| \| 4.416 \| \| 15—17 \| 4.714 \| \| \| 4.804 \| \| 18—24 \| 10.496 \| \| \| 10.816 \| \| 60+ \| 6.252 \| \| \| 7.502 \| \| Просек : \| 29,2 \| \| \| 30,8 \| |        |  |  |        |
| |        |  |  |        |
| | м      |  |  | ж      |
| 0—2 | 4.088  |  |  | 3.848  |
| 3—5 | 4.426  |  |  | 4.110  |
| 6—11 | 8.977  |  |  | 8.658  |
| 12—14 | 4.411  |  |  | 4.416  |
| 15—17 | 4.714  |  |  | 4.804  |
| 18—24 | 10.496 |  |  | 10.816 |
| 60+ | 6.252  |  |  | 7.502  |
| Просек : | 29,2   |  |  | 30,8   |

| #   | Индикатор                                                                                        | Вредност |
| --- | ------------------------------------------------------------------------------------------------ | -------- |
| 1   | Становништво од 0 до 2 године                                                                    | 7936     |
| 2   | Мушко становништво од 0 до 2 године                                                              | 4088     |
| 3   | Женско становништво од 0 до 2 године                                                             | 3848     |
| 4   | Становништво са 3 и више година                                                                  | 153255   |
| 5   | Мушко становништво са 3 и више година                                                            | 73299    |
| 6   | Женско становништво са 3 и више година                                                           | 79956    |
| 7   | Становништво са 5 и више година                                                                  | 147565   |
| 8   | Мушко становништво са 5 и више година                                                            | 70338    |
| 9   | Женско становништво са 5 и више година                                                           | 77227    |
| 10  | Становништво са 12 и више година                                                                 | 127084   |
| 11  | Мушко становништво са 12 и више година                                                           | 59896    |
| 12  | Женско становништво са 12 и више година                                                          | 67188    |
| 13  | Становништво са 15 и више година                                                                 | 118257   |
| 14  | Мушко становништво са 15 и више година                                                           | 55485    |
| 15  | Женско становништво са 15 и више година                                                          | 62772    |
| 16  | Становништво са 18 и више година                                                                 | 108739   |
| 17  | Мушко становништво са 18 и више година                                                           | 50771    |
| 18  | Женско становништво са 18 и више година                                                          | 57968    |
| 19  | Становништво од 3 до 5 година                                                                    | 8536     |
| 20  | Мушко становништво од 3 до 5 година                                                              | 4426     |
| 21  | Женско становништво од 3 до 5 година                                                             | 4110     |
| 22  | Становништво од 6 до 11 година                                                                   | 17635    |
| 23  | Мушко становништво од 6 до 11 година                                                             | 8977     |
| 24  | Женско становништво од 6 до 11 година                                                            | 8658     |
| 25  | Становништво од 8 до 14 година                                                                   | 20704    |
| 26  | Мушко становништво од 8 до 14 година                                                             | 10407    |
| 27  | Женско становништво од 8 до 14 година                                                            | 10297    |
| 28  | Становништво од 12 до 14 година                                                                  | 8827     |
| 29  | Мушко становништво од 12 до 14 година                                                            | 4411     |
| 30  | Женско становништво од 12 до 14 година                                                           | 4416     |
| 31  | Становништво од 15 до 17 година                                                                  | 9518     |
| 32  | Мушко становништво од 15 до 17 година                                                            | 4714     |
| 33  | Женско становништво од 15 до 17 година                                                           | 4804     |
| 34  | Становништво од 18 до 24 године                                                                  | 21312    |
| 35  | Мушко становништво од 18 до 24 године                                                            | 10496    |
| 36  | Женско становништво од 18 до 24 године                                                           | 10816    |
| 37  | Женско становништво од 15 до 49 година                                                           | 47350    |
| 38  | Становништво са 60 и више година                                                                 | 13754    |
| 39  | Мушко становништво са 60 и више година                                                           | 6252     |
| 40  | Женско становништво са 60 и више година                                                          | 7502     |
| 41  | Однос између мушкараца и жена                                                                    | 92.41    |
| 42  | Становништво од нуле до 14 година                                                                | 42934    |
| 43  | Становништво од 15 до 64 године                                                                  | 109269   |
| 44  | Становништво од 65 година и више                                                                 | 8988     |
| 45  | Просечан број деце                                                                               | 2.04     |
| 46  | Становништво рођено у ентитету                                                                   | 101753   |
| 47  | Мушко становништво рођено у ентитету                                                             | 49917    |
| 48  | Женско становништво рођено у ентитету                                                            | 51836    |
| 49  | Становништво рођено у другом ентитету                                                            | 58059    |
| 50  | Мушко становништво рођено у другом ентитету                                                      | 26788    |
| 51  | Женско становништво рођено у другом ентитету                                                     | 31271    |
| 52  | Становништво од 5 година и више резидентно у ентитету у јуну 2005. године                        | 138026   |
| 53  | Мушко становништво старосног доба од 5 година и више, резидентно у ентитету у јуну 2005. године  | 65501    |
| 54  | Женско становништво старосног доба од 5 и више година, резидентно у ентитету у јуну 2005. године | 72525    |
| 55  | Становништво од 5 година и више које је живело у другом ентитету у јуну 2005. године             | 7259     |
| 56  | Мушко становништво старије од 5 година које је живело у другом ентитету у јуну 2005. године      | 3457     |
| 57  | Женско становништво старије од 5 година које је живело у другом ентитету у јуну 2005. године     | 3802     |
| 58  | Становништво од 3 године и више које говори аутохтони језик                                      | 1662     |
| 59  | Мушко становништво старо 3 године и више које говори аутохтони језик                             | 812      |
| 60  | Женско становништво старо 3 године и више које говори аутохтони језик                            | 850      |
| 61  | Становништво од 3 године и више које говори аутохтони језик и не говори шпански језик            | 17       |
| 62  | Мушко становништво старо 3 године и више које говори аутохтони језик и не говори шпански         | 6        |
| 63  | Женско становништво старо 3 године и више које говори аутохтони језик и не говори шпански језик  | 11       |
| 64  | Становништво старо 3 године и више које говори аутохтони језик и шпански                         | 1353     |
| 65  | Мушко становништво старо 3 године и више које говори аутохтони језик и шпански                   | 657      |
| 66  | Женско становништво старо 3 године и више које говори аутохтони језик и шпански                  | 696      |
| 67  | Становништво од 5 година и више које говори аутохтони језик                                      | 1639     |
| 68  | Становништво од 5 година и више које говори аутохтони језик и не говори шпански језик            | 17       |
| 69  | Становништво од 5 година и више које говори аутохтони језик и говори шпански језик               | 1336     |
| 70  | Становништво у домородачким домаћинствима                                                        | 3392     |
| 71  | Становништво са ограничењима у активностима                                                      | 5083     |
| 72  | Становништво са ограниченим ходањем или кретањем, горе или доле                                  | 2806     |
| 73  | Становници са ограничењима вида, чак и уз кориштење сочива                                       | 1239     |
| 74  | Становништво са ограничењима говора, комуникације или конверзације                               | 534      |
| 75  | Становништво са ограниченим слухом                                                               | 730      |
| 76  | Становништво са ограничењима при одевању, купању или јелу                                        | 312      |
| 77  | Становништво са ограничењима у опажању или учењу једноставних ствари                             | 265      |
| 78  | Становништво са менталним ограничењима                                                           | 547      |
| 79  | Становништво без ограничења активности                                                           | 155425   |
| 80  | Становништво од 3 до 5 година које не похађа школу                                               | 3516     |
| 81  | Мушко становништво од 3 до 5 година које не похађа школу                                         | 1835     |
| 82  | Женско становништво од 3 до 5 година које не похађа школу                                        | 1681     |
| 83  | Становништво од 6 до 11 година које не похађа школу                                              | 382      |
| 84  | Мушко становништво од 6 до 11 година које не похађа школу                                        | 188      |
| 85  | Женско становништво од 6 до 11 година које не похађа школу                                       | 194      |
| 86  | Становништво од 12 до 14 година које не похађа школу                                             | 517      |
| 87  | Мушко становништво од 12 до 14 година које не похађа школу                                       | 283      |
| 88  | Женско становништво од 12 до 14 година које не похађа школу                                      | 234      |
| 89  | Становништво од 15 до 17 година похађа школу                                                     | 6960     |
| 90  | Мушко становништво од 15 до 17 година похађа школу                                               | 3366     |
| 91  | Женско становништво између 15 и 17 година живота у школи                                         | 3594     |
| 92  | Становништво од 18 до 24 године похађа школу                                                     | 6983     |
| 93  | Мушко становништво од 18 до 24 године похађа школу                                               | 3508     |
| 94  | Женско становништво од 18 до 24 године похађа школу                                              | 3475     |
| 95  | Становништво од 8 до 14 година које не може да чита и пише                                       | 339      |
| 96  | Мушко становништво старосног доба од 8 до 14 година које не може да чита и пише                  | 178      |
| 97  | Женско становништво старосног доби од 8 до 14 година које не може да чита и пише                 | 161      |
| 98  | Становништво од 15 година и више које је неписмено                                               | 4451     |
| 99  | Мушко становништво од 15 година и више које је неписмено                                         | 1565     |
| 100 | Женско становништво од 15 година и више које је неписмено                                        | 2886     |
| 101 | Становништво старо 15 и више година без школовања                                                | 5620     |
| 102 | Мушко становништво старо 15 и више година без школовања                                          | 2147     |
| 103 | Женско становништво старо 15 и више година без школовања                                         | 3473     |
| 104 | Становништво старосног доба 15 и више година са непотпуним основним образовањем                  | 8237     |
| 105 | Мушко становништво старосног доба од 15 година и више са непотпуном основним образовањем         | 3441     |
| 106 | Женско становништво старосног доба 15 и више година са непотпуном основним образовањем           | 4796     |
| 107 | Становништво старо 15 и више година са комплетним основним образовањем                           | 14115    |
| 108 | Мушко становништво старо 15 година и више са комплетним основним образовањем                     | 6206     |
| 109 | Женско становништво старо 15 и више година са комплетним основним образовањем                    | 7909     |
| 110 | Становништво старосног доба 15 и више година са непотпуним средњим образовањем                   | 5304     |
| 111 | Мушко становништво старосног доба од 15 година и више са непотпуним средњим образовањем          | 2832     |
| 112 | Женско становништво старосног доба од 15 година и више са непотпуним средњим образовањем         | 2472     |
| 113 | Становништво старо 15 и више година са пуним секундарном образовањем                             | 29446    |
| 114 | Мушко становништво старосног доба од 15 година и више са пуним секундарном образовањем           | 14291    |
| 115 | Женско становништво старосног доба од 15 година и више са пуним секундарном образовањем          | 15155    |
| 116 | Становништво старије од 18 година са постосновним образовањем                                    | 51592    |
| 117 | Мушко становништво старије од 18 година са постосновним образовањем                              | 24883    |
| 118 | Женско становништво старије од 18 година са постосновним образовањем                             | 26709    |
| 119 | Просечна оцена школовања                                                                         | 9.86     |
| 120 | Просечан ниво образовања мушке популације                                                        | 10.08    |
| 121 | Просечан ниво образовања женског становништва                                                    | 9.66     |
| 122 | Економски активно становништво                                                                   | 73903    |
| 123 | Економски активна мушка популација                                                               | 44410    |
| 124 | Економски активна женска популација                                                              | 29493    |
| 125 | Становништво које није економски активно                                                         | 52758    |
| 126 | Мушко становништво које није економски активно                                                   | 15233    |
| 127 | Женско становништво које није економски активно                                                  | 37525    |
| 128 | Запослено становништво                                                                           | 70457    |
| 129 | Запослено мушко становништво                                                                     | 41967    |
| 130 | Запослено женско становништво                                                                    | 28490    |
| 131 | Незапослена популација                                                                           | 3446     |
| 132 | Незапослена мушка популација                                                                     | 2443     |
| 133 | Незапослена женска популација                                                                    | 1003     |
| 134 | Становништво без права на здравствене услуге                                                     | 55253    |
| 135 | Становништво које има право на здравствене услуге                                                | 105705   |
| 136 | Становништво које има право на ИМСС                                                              | 73669    |
| 137 | Становништво које има право на социјално осигурање                                               | 8763     |
| 138 | Становништво које има право на државно социјално осигурање                                       | 374      |
| 139 | Становништво које има право на опште осигурање или здравствено осигурање за нову генерацију      | 19967    |
| 140 | Становништво које је било једном или није било у браку током 12 година и више                    | 44616    |
| 141 | Венчано или уједињено становништво од 12 година и више                                           | 68047    |
| 142 | Становништво које је било у браку или уједињено 12 година и више                                 | 14252    |
| 143 | Становништво са католичком религијом                                                             | 127826   |
| 144 | Протестанти, еванђелисти и библијски следбеници различити од еванђелиста                         | 21051    |
| 145 | Становништво са другим религијама различитим од претходних                                       | 328      |
| 146 | Становништво без религије                                                                        | 10080    |
| 147 | Укупно пописаних домаћинства                                                                     | 43219    |
| 148 | Пописна домаћинства на челу са мушкарцима                                                        | 31250    |
| 149 | Пописна домаћинства на челу са женама                                                            | 11969    |
| 150 | Становништво у пописним домаћинствима                                                            | 161087   |
| 151 | Становништво у пописним домаћинствима на челу са мушкарцима                                      | 121858   |
| 152 | Становништво у пописним домаћинствима на челу са женама                                          | 39229    |
| 153 | Укупно домаћинстава                                                                              | 53481    |
| 154 | Укупно насељених домаћинстава                                                                    | 43613    |
| 155 | Укупно приватних кућа                                                                            | 53087    |
| 156 | Насељени приватни домови                                                                         | 43219    |
| 157 | Укупно насељених приватних кућа                                                                  | 43602    |
| 158 | Ненасељене приватне куће                                                                         | 5953     |
| 159 | Појединачна домаћинства за привремену употребу                                                   | 3915     |
| 160 | Становници у насељеним приватним кућама                                                          | 161087   |
| 161 | Насељеност станара у приватним становима                                                         | 3.73     |
| 162 | Просечно становника по соби у приватним насељеним домаћинствима                                  | 0.93     |
| 163 | Појединачна домаћинства са подовима од различитих материјала од земље                            | 41898    |
| 164 | Појединачна домаћинства у приземљу                                                               | 1056     |
| 165 | Појединачна домаћинства са једном спаваћом собом                                                 | 12295    |
| 166 | Појединачна домаћинства са две спаваће собе и више                                               | 30760    |
| 167 | Појединачна домаћинства са једним собом                                                          | 2848     |
| 168 | Појединачна домаћинства са две собе                                                              | 5352     |
| 169 | Појединачна домаћинства са 3 собе и више                                                         | 34802    |
| 170 | Појединачна домаћинства која имају електрично светло                                             | 42967    |
| 171 | Појединачна домаћинства која немају електрично светло                                            | 100      |
| 172 | Појединачна домаћинства која имају водоводну воду у стамбеном простору                           | 41811    |
| 173 | Појединачна домаћинства која немају водоводну воду у стамбеном простору                          | 1193     |
| 174 | Појединачна домаћинства која имају тоалет                                                        | 42815    |
| 175 | Појединачна домаћинства која имају канализацију                                                  | 42783    |
| 176 | Појединачна домаћинства која немају канализацију                                                 | 196      |
| 177 | Појединачна домаћинства која имају електрично светло, довод воде из јавне мреже и канализацију   | 41553    |
| 178 | Појединачна домаћинства без икаквих услова                                                       | 198      |
| 179 | Појединачна домаћинства која имају радио                                                         | 36934    |
| 180 | Појединачна домаћинства која имају телевизор                                                     | 42069    |
| 181 | Појединачна домаћинства која имају фрижидер                                                      | 40117    |
| 182 | Појединачна домаћинства која имају машину за веш                                                 | 31020    |
| 183 | Појединачна домаћинства која имају аутомобил или комби                                           | 21004    |
| 184 | Појединачна домаћинства која имају рачунар                                                       | 17821    |
| 185 | Појединачна домаћинства која имају фиксну телефонску линију                                      | 27700    |
| 186 | Појединачна домаћинства која имају мобилни телефон                                               | 32837    |
| 187 | Појединачна домаћинства која имају приступ интернету                                             | 14298    |
| 188 | Величина локације                                                                                | 11       |